# 東京芸術劇場 (劇団)
東京芸術劇場（とうきょうげいじゅつげきじょう）はかつて存在した日本の劇団である。
久保栄が滝沢修（旧新協劇団）、薄田研二（旧新築地劇団）とともに結成。顧問に土方与志を迎えた。2作品を上演した後に分裂し、一部は民衆芸術劇場（第一次民藝）の結成に参加した。

## 沿革
- 1945年12月14日、結成[2]。
- 1946年3月、「人形の家」を有楽座で公演[3]。同年9月、新協劇団と合同で「どん底」公演[2]。
- 1947年3月、久保栄が戦争責任を描いた「林檎園日記」を帝国劇場で公演後、分裂。滝沢修が同年7月28日、宇野重吉らと民衆芸術劇場を結成した[2]。薄田研二は、新協劇団に合流。